# Jaimoe Johanson
Jaimoe Johanson (Ocean Springs, 8 luglio 1944) è un batterista e percussionista statunitense celebre per essere stato membro dei The Allman Brothers Band, dal 1969 fino allo scioglimento del gruppo, avvenuto nel 2014.

## Biografia
Nasce a Ocean Spring, con il nome "Jai Johanny Johanson", ma sin dagli esordi assume come nome d'arte "Jaimoe".

## Carriera
Nel 1969 diventa batterista dello storico gruppo Southern rock The Allman Brothers Band, con il quale sarà presente in tutti gli album.

### Jaimoe Jazz Band
Nel 2006 fonda la Jaimoe Jazz Band, con la quale incide tre album.

## Discografia

### The Allman Brothers Band
- The Allman Brothers Band (1969)
- Idlewild South (1970)
- At Fillmore East (1971)
- Eat a Peach (1972)
- Brothers and Sisters (1973)
- Win, Lose or Draw (1975)
- Wipe the Windows, Check the Oil, Dollar Gas (1976)
- Enlightened Rogues (1979)
- Reach for the Sky (1980)
- Seven Turns (1990)
- Shades of Two Worlds (1991)
- Where It All Begins (1994)
- Peakin' at the Beacon (2000)
- Hittin' the Note (2003)

### Solista
- Ed Blackwell Memorial Concert  (2008)
- Live at The Double Down Grill (2008)
- Renaissance Man (2011)